# Zenbil
Isla Zenbil (en azerí: Zənbil; también escrito como Isla Zambil) Es una pequeña isla en el mar Caspio, frente a la bahía de Bakú, Azerbaiyán. Esta isla es también conocida como Isla Duvanni. El nombre Zenbil es persa (زنبیل) y significa "una gran canasta". El nombre "Duvanni", que significa "dinero" en ruso, se vinculada con el militar de ese país Stepan Razin (Степан Разин).
Esta isla forma parte del archipiélago de Bakú, junto con otras diversas islas:  Boyuk Zira, Dash Zira, Kichik Zira (Qum), Zenbil, Sangi-Mugan, Chikil, Qara Su, Khara Zira, Gil, Ignat Dash y algunas otras más pequeñas.
El área de Zenbil es de 0,4 km². Su longitud es de 0,9 km y su anchura máxima de 0,4 kilómetros.
Existe un volcán de lodo en Zenbil.